# Golam Bogdan
Golam Bogdan (t. Bogdan; bułg. Голям Богдан) – szczyt górski w środkowej Bułgarii, o wysokości 1604 m n.p.m. 
Golam Bogdan to najwyższy szczyt pasma górskiego Sysztinska Sredna Gora i całego łańcucha Srednej Gory. Szczyt nosi imię bułgarskiego bohatera - wojewody Bogdana. W masywie Golama Bogdana znajdują się źródła Pjasycznika, Kriwej Reki i Łudej Jany. Na południowym stoku znajdują się wielkie skały, a wśród nich leży jaskinia Detelinowa Pesztera.
Na szczyt prowadzi szlak turystyczny ze wsi Kopriwsztica. 